# Riojasuchus
Riojasuchus is een monotypisch geslacht van uitgestorven reptielen, behorende tot de Ornithosuchidae, dat tijdens het Laat-Trias leefde in het gebied van het huidige Argentinië.

## Vondst en naamgeving
In september 1966 vond José Fernando Bonaparte in de Ischigualastovallei het skelet van een ornithosuchide. In 1967 benoemde hij dit als de typesoort Riojasuchus tenuisceps. De geslachtsnaam verbindt een verwijzing naar de provincie La Rioja met een Grieks Souchos, de krokodillengod. De soortaanduiding betekent 'slankkaak'. De publicatie vermeldt het jaartal 1967 maar werd echt gedrukt in 1969 op welk moment de naam pas geldig werd. Sommige bronnen vermelden de soortnaam daarom als een Riojasuchus tenuisceps Bonaparte 1969.

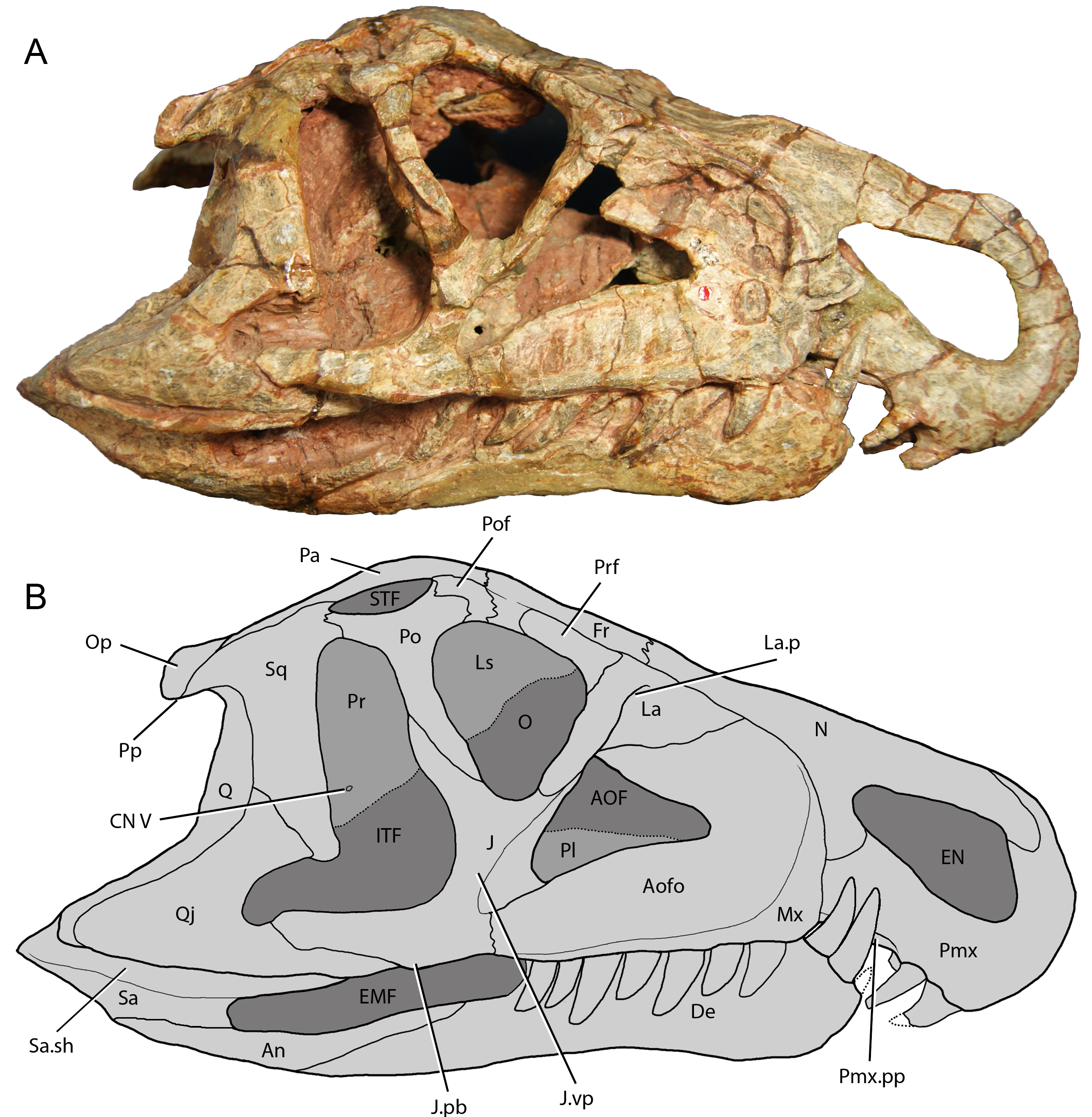
PVL 3827

Het holotype PVL 3827 is gevonden in een laag van de Los Colorados-formatie die dateert uit het Norien. Het bestaat uit een gedeeltelijk skelet met schedel en onderkaken. Van de staart zijn alleen de eerste drie wervels bewaard. Verder mist het skelet de handen en de dijbeenderen. Later zijn nog drie specimina toegewezen, op dezelfde locatie gevonden. PVL 3828 bewaart een schedel, en delen van het bekken en de ledematen waaronder een dijbeen. PVL 3826 bestaat uit halswervels en een opperarmbeen. PVL 3814 is een fragmentarisch skelet.

## Beschrijving

### Grootte en onderscheidende kenmerken
Riojasuchus is ongeveer twee meter lang. Hij had een lichtgebouwde, grote kop. De bovenkaak viel over de onderkaak heen. De grote, scherpe tanden waren zijdelings afgeplat en naar achteren gericht.
In 2013 werden enkele kenmerken vastgesteld waarin Riojasuchus van andere Ornithosuchidae verschilt. De snuit heeft een groot overhangend voorste deel. De uitholling rond de fenestra antorbitalis is groot en dringt diep door op de onderliggende horizontale tak van het bovenkaaksbeen. De wervelbogen van de atlas raken elkaar op de middenlijn.

### Skelet
De snuit is sterk afhangend, eindigend in een grote bolle onderrand. Het driehoekige neusgat is overeenkomstig groot — langer dan de fenestra antorbitalis — en de onderrand ervan bereikt het niveau van de bovenste kaakrand. De praemaxilla draagt drie tanden. Tussen praemaxilla en bovenkaaksbeen bevindt zich een diepe inkeping. De voorrand van het bovenkaaksbeen steekt hier bol naar voren en beneden uit. De uitholling rond de vooraan puntige fenestra antorbitalis loopt bijna door tot op de kaakrand. De uitholling is diep en toont een zwelling boven iedere tandkas. De driehoekige fenestra antorbitalis heeft ook een scherpe punt naar achteren en beneden die tot onder de oogkas uitsteekt. De oogkas is kleiner dan bij Ornithosuchus en bolt bovenaan niet extreem naar voren uit. De neergaande tak van het postorbitale is kort. De lange maxillaire tanden zijn dolkvormig en afgeplat met kartelingen aan beide snijranden. Volgens een studie van María Belén Von Baczko uit 2014 vormen de opgaande takken van het jukbeen een Y, waar de onderste punt van de oogkas in rust. Bonaparte zag er meer een V in, zonder voetstuk. Het quadratum heeft een kam op de achterzijde. Het kromt erg hol naar achteren wat het kaakgewricht ver achter de achterhoofdsknobbel brengt.

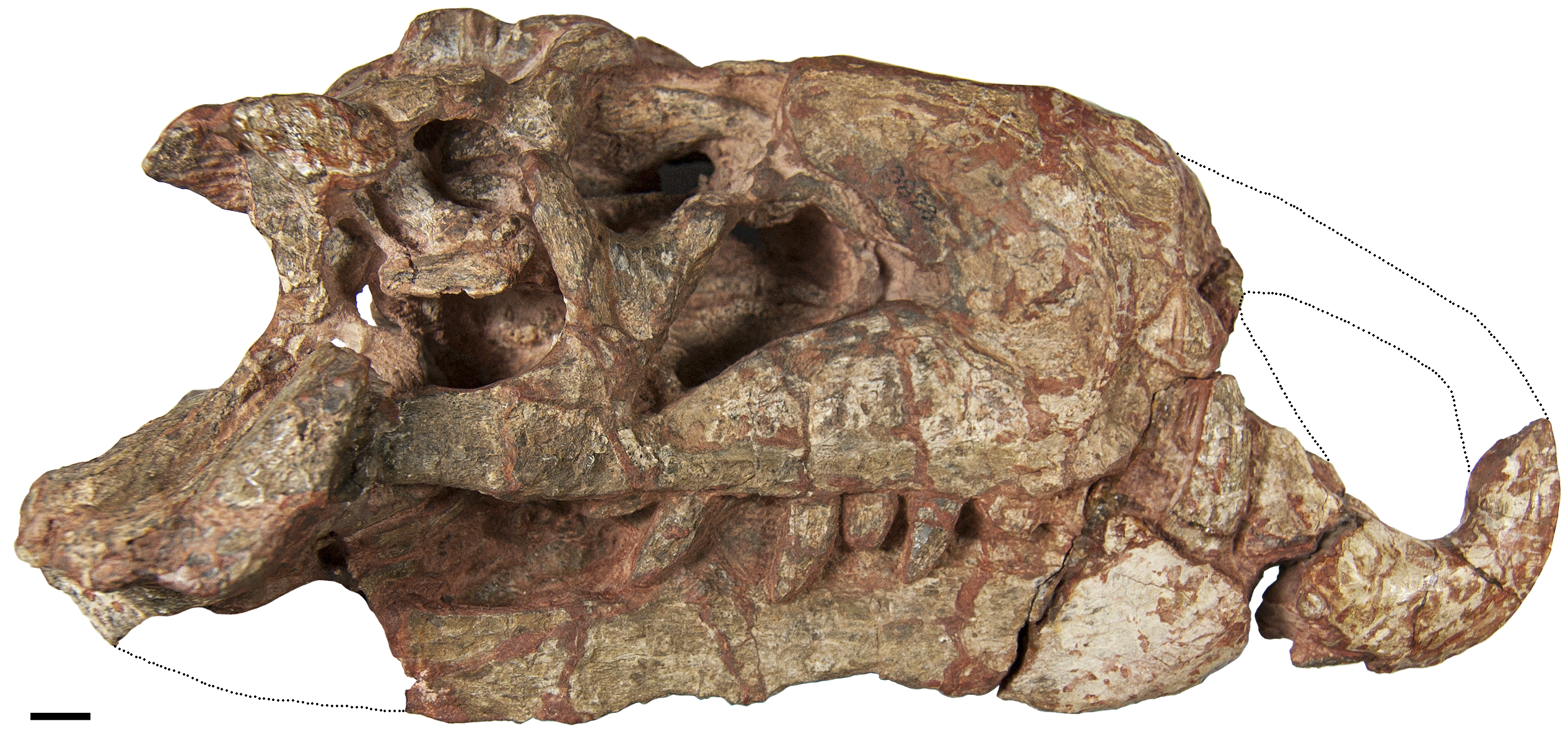
De schedel van PVL 3828

De voorste reuklobben van de hersenen zijn duidelijk van elkaar gescheiden en bevinden zich net voor de fenestrae antorbitales, wat meer naar voren is dan bij Veneticosuchus. Op de onderste hersenpan maken de tubera basilaria een hoek van tweeëntachtig graden met de voorliggende processus basipterygoidei wat een relatief brede inkeping oplevert. De processus basipterygoidei zijn sterk afgeplat aan de basis en ruitvormig. De groeve tussen deze afhangende uitsteeksels is relatief smal, even breed als hoog.
In het verhemelte is het ectopterygoïde achteraan scherp en steekt minder verder uit dan bij Veneticosuchus.
De onderkaak is vijfmaal langer dan hoog wat relatief slank is, de verklaring van de soortaanduiding. Het buitenste zijvenster is ovaal en groter dan bij Ornithosuchus. Het dentarium draagt een kleine voorste tand. De voorste tanden zijn zeer lang en steken uit in het diasteem. Het surangulare heeft een buitenste horizontale richel. De buitenzijde wordt doorboord door een foramen. Slechts de achterste onderrand van het buitenste zijvenster wordt gevormd door het angulare, het voorste deel door het dentarium. Het prearticulare heeft aan de onderrand van het binnenste zijvenster een uitsteeksel dat schuin naar boven en binnen uitsteekt. Het eindigt in een punt die wat naar achteren gericht is. Het retroarticulair uitsteeksel van het articulare, waarmee de muil geopend wordt, is relatief lang.

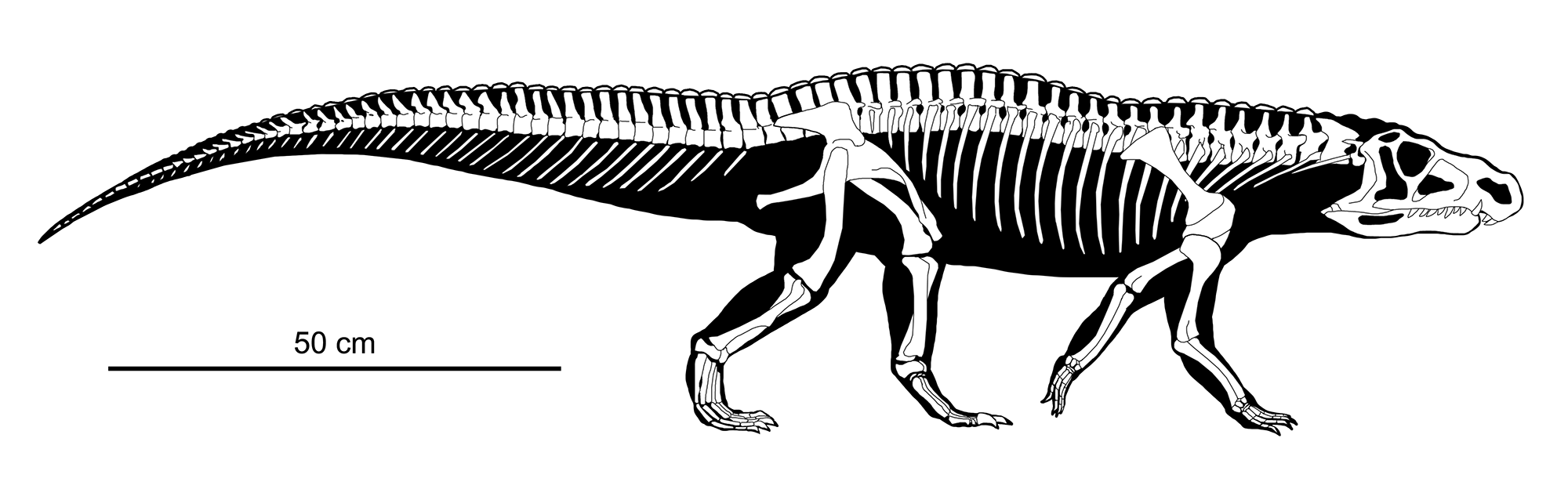
Het skelet

De wervelkolom bestaat uit negen halswervels, veertien of vijftien ruggenwervels, drie sacrale wervels en vijfentwintig tot vijfendertig staartwervels. De verschillende exemplaren tonen dus een afwijkende telling. Het aantal staartwervels is geen maximum want het uiteinde van de staart ontbreekt steeds. De draaier is lang met een plaatvormig in zijaanzicht breed doornuitsteeksel. De verdere halswervels zijn licht opisthocoel, dus bol van voren en hol van achteren, en gekield op de onderzijde. Bij de voorste ruggenwervels staan de voorste gewrichtsuitsteeksels bijna verticaal omhoog. De doornuitsteeksels van de voorste ruggenwervels zijn bovenaan sterk overdwars verbreed, T-vormige plateaus vormend voor de pantserplaten. Bij de middelste ruggenwervels zijn die kleiner en bij de achterste ruggenwervels en de sacrale wervels zijn de plateaus geheel afwezig.
Riojasuchus heeft een veel dieper schoudergewricht dan Ornithosuchus. Het wordt begrensd door ver naar achteren uitstekende beenlippen erboven en eronder. Dat duidt niet op een verticale stand van de voorpoten.
Bij het opperarmbeen zijn de beenstijlen naar de uiterste gewrichtsknobbels verdikt en afgerond. Het uiteinde is niet alleen verdikt op de as tussen beide knobbels maar ook haaks erop verbreed. De ellepijp heeft bovenaan een goed ontwikkelde processus olecrani. Het spaakbeen is onderaan verbreed. In de pols bevinden zich drie carpalia: het radiale, het centrale/intermediale en het ulnare. Ze zijn klein, kubusvormig en wat afgeplat. Het eerste middenhandsbeen is fors en lang gebouwd. De overige middenhandsbeenderen worden geleidelijk slanker naar de vijfde toe.
In het bekken heeft het darmbeen een kort afgerond voorblad. Op de bovenzijde van het scheenbeen is de crista cnemialis goed ontwikkeld op het punt waar het kuitbeen contact maakt. Het bovenvlak van het scheenbeen is in het algemeen sterk van voor naar achter verbreed. Het kuitbeen heeft een grote bult voor de aanhechting van de musculus iliofibularis. Het vijfde middenvoetsbeen is bovenaan naar het midden verbreed. Alle teenkootjes zijn zijdelings afgeplat.

## Fylogenie
Riojasuchus werd in 1967 in de Ornithosuchidae geplaatst. Een analyse uit 2014 had als uitkomst dat Riojasuchus de zustersoort was van Venaticosuchus.

## Leefwijze
Riojasuchus was een landbewoner, carnivoor en viervoetig.